# 하미데 븍츤 토순
하미데 븍츤 토순(튀르키예어: Hamide Bıkçın Tosun, 1978년 1월 24일~)은 튀르키예의 태권도 선수로 2000년 하계 올림픽 여자 페더급에서 동메달을 획득했다.